# Alyxia composita
Alyxia composita är en oleanderväxtart som beskrevs av Otto Warburg. Alyxia composita ingår i släktet Alyxia och familjen oleanderväxter. Inga underarter finns listade i Catalogue of Life.